# Польща на літніх Паралімпійських іграх 2016
Польща на літніх Паралімпійських іграх 2016 у Ріо-де-Жанейро, які проходили з 7 по 18 вересня 2016, була представлена 90 спортсменами у 13 видах спорту.

## Медалісти
| Медаль | Спортсмен                                     | Вид спорту                                     | Дисципліна                            | Дата            |
| ------ | --------------------------------------------- | ---------------------------------------------- | ------------------------------------- | --------------- |
| Золото | Ева Дурська                                   | Легка атлетика                                 | Штовхання ядра F20 (жінки)            | 10 вересня 2025 |
| Золото | Мачей Леп'ято                                 | Легка атлетика                                 | Стрибки у висоту T44                  | 12 вересня 2025 |
| Золото | Мачей Сохал                                   | Легка атлетика                                 | Метання булави F31/32 (чоловіки)      | 13 вересня 2025 |
| Золото | Наталія Партика                               | Настільний теніс                               | Індивідуальний (жінки) - клас 10      | 13 вересня 2025 |
| Золото | Рафал Вільк                                   | Велоспорт                                      | Роздільна шосейна гонка H4 (чоловіки) | 14 вересня 2025 |
| Золото | Якуб Токаж                                    | Паралімпійське веслування на байдарках і каное | KL1 (чоловіки)                        | 15 вересня 2025 |
| Золото | Барбара Нєвєдзял                              | Легка атлетика                                 | Біг 1500 м T20 (жінки)                | 16 вересня 2025 |
| Золото | Катажина Маршал Наталія Партика Кароліна Пенк | Настільний теніс                               | Командний (жінки) - клас 6-10         | 17 вересня 2025 |
| Золото | Івона Подкощельна                             | Велоспорт                                      | Групова шосейна гонка B (жінки)       | 17 вересня 2025 |
| Срібло | Роберт Яхімовіч                               | Легка атлетика                                 | Метання диска F52 (чоловіки)          | 8 вересня 2025  |
| Срібло | Бартош Тишковський                            | Легка атлетика                                 | Метання булави F41 (чоловіки)         | 8 вересня 2025  |
| Срібло | Войчех Маковський                             | Плавання                                       | 100 м кролем на спині S11 (чоловіки)  | 9 вересня 2025  |
| Срібло | Міхал Дерус                                   | Легка атлетика                                 | Біг 100 м T45/46/47 (чоловіки)        | 11 вересня 2025 |
| Срібло | Кристина Шемєнєцька                           | Настільний теніс                               | Індивідуальний (жінки) - клас 11      | 11 вересня 2025 |
| Срібло | Аліцйа Фйодоров                               | Легка атлетика                                 | Біг 100 м T47 (жінки)                 | 11 вересня 2025 |
| Срібло | Патрик Хойновський                            | Настільний теніс                               | Індивідуальний (чоловіки) - клас 10   | 12 вересня 2025 |
| Срібло | Даніель Пек                                   | Легка атлетика                                 | Біг 1500 м T20 (чоловіки)             | 13 вересня 2025 |
| Срібло | Рафал Чупер                                   | Настільний теніс                               | Індивідуальний (чоловіки) - клас 2    | 13 вересня 2025 |
| Срібло | Анна Гарковська                               | Велоспорт                                      | Роздільна шосейна гонка C5 (жінки)    | 14 вересня 2025 |
| Срібло | Мажена Женба                                  | Пауерліфтинг                                   | 86+ кг (жінки)                        | 14 вересня 2025 |
| Срібло | Луцина Корнобис                               | Легка атлетика                                 | Штовхання ядра F34 (жінки)            | 14 вересня 2025 |
| Срібло | Кароліна Кухарчик                             | Легка атлетика                                 | Стрибки у довжину T20 (жінки)         | 15 вересня 2025 |
| Срібло | Рафал Вільк                                   | Велоспорт                                      | Групова шосейна гонка H4 (чоловіки)   | 15 вересня 2025 |
| Срібло | Аліцйа Фйодоров                               | Легка атлетика                                 | Біг 200 м T47 (жінки)                 | 16 вересня 2025 |
| Срібло | Яцек Гавовський Міхал Налєваєк Даріуш Пендер  | Фехтування на візках                           | Men's team foil                       | 16 вересня 2025 |
| Срібло | Анна Гарковська                               | Велоспорт                                      | Групова шосейна гонка C4-5 (жінки)    | 17 вересня 2025 |
| Срібло | Януш Рокіцький                                | Легка атлетика                                 | Штовхання ядра F57 (чоловіки)         | 17 вересня 2025 |
| Бронза | Анна Тренер-Вєрчак                            | Легка атлетика                                 | Стрибки у довжину T38 (жінки)         | 11 вересня 2025 |
| Бронза | Адріан Кастро                                 | Фехтування на візках                           | Індивідуальна шабля B (чоловіки)      | 12 вересня 2025 |
| Бронза | Олівія Яблонська                              | Плавання                                       | 100 м батерфляєм S9 (жінки)           | 12 вересня 2025 |
| Бронза | Пйотр Груджень                                | Настільний теніс                               | Індивідуальний (чоловіки) - клас 8    | 13 вересня 2025 |
| Бронза | Катажина П'єкарт                              | Легка атлетика                                 | Метання списа F45/46 (жінки)          | 13 вересня 2025 |
| Бронза | Кароліна Пенк                                 | Настільний теніс                               | Індивідуальний (жінки) - клас 9       | 13 вересня 2025 |
| Бронза | Барбара Нєвєдзял                              | Легка атлетика                                 | Біг 400 м T20 (жінки)                 | 13 вересня 2025 |
| Бронза | Каміла Кубас                                  | Паралімпійське веслування на байдарках і каное | KL1 (жінки)                           | 15 вересня 2025 |
| Бронза | Міхал Налеваєк Даріуш Пендер Каміль Жонса     | Фехтування на візках                           | Командна шпага (чоловіки)             | 15 вересня 2025 |
| Бронза | Мілена Ольшевська                             | Стрільба з лука                                | Women's individual recurve open       | 15 вересня 2025 |
| Бронза | Лех Стольтман                                 | Легка атлетика                                 | Штовхання ядра F55 (чоловіки)         | 16 вересня 2025 |